# چهار سگ در حال بازی پوکر
چهار سگ در حال بازی پوکر (به انگلیسی: Four Dogs Playing Poker) فیلمی محصول سال ۲۰۰۰ و به کارگردانی پال راچمن است. در این فیلم بازیگرانی همچون استیسی ادواردز، بالتازار گتی، دانیل لندن، اولیویا ویلیامز، تیم کوری، آرلی خوبر، جرج لازنبی، اکتاویا اسپنسر و فارست ویتاکر ایفای نقش کرده‌اند.